# Krvavý román (film)
Krvavý román je český hororový film Jaroslava Brabce z roku 1993 na motivy stejnojmenného surrealistického románu českého typografa a básníka Josefa Váchala.

## Popis
Svébytná adaptace Váchalova románu z roku 1924 pracuje s přenosem literární poetiky, čerpající s brakových románů 19. století, do jazyka kinematografie. Kameraman Jaroslav Brabec ve svém režijním debutu využívá odkazy k rané kinematografii (německý expresionismus, surrealismus), žánrovým filmům, zejména hororům, ale i k umělecké kinematografii 60. let (zejména k dílům Juraje Herze).

## Zajímavosti
- Snímek získal Českého lva za nejlepší kameru (Jaroslav Brabec), střih (Jiří Brožek) a výtvarný počin (Jaroslav Brabec)[2]
- Ve filmu hrála také tehdejší manželka Jaroslava Brabce Veronika Freimanová[4]

## Obsazení
| Barbora Hrzánová     | Hanolulanka             |
| Rudolf Hrušínský ml. | Kuba                    |
| Raoul Schránil       | Pedro de Rudibanera     |
| Ondřej Pavelka       | Paseka, mistr Fragonard |
| Jitka Asterová       | Klárka                  |